# Азербайджанци в Туркменистан
Азербайджанците в Туркменистан (на азербайджански: Türkmənistan azərbaycanlıları) са азербайджанци, живеещи в Туркменистан. През 1989 г. броят им е 33 365. 

## Демография
| 4,229 | 0.4 | 7,442 | 0.6 | 12,868 | 0.8 | 16,775 | 0.8 | 23,548 | 0.9 | 33,365 | 0.9 |
| 1 Източник: . 2 Източник: Архив на оригинала от 2012-12-21 в archive.today. 3 Източник: . 4 Източник: . 5 Източник: . 6 Източник: . |     |       |     |        |     |        |     |        |     |        |     |

## Известни личности
- Елнур Хюсейнов